# Gennaro Esposito
Gennaro Esposito (Vico Equense, 31 marzo 1970) è un cuoco e personaggio televisivo italiano.

## Biografia
Nato a Vico Equense (Napoli), ha studiato presso la locale scuola alberghiera "Francesco De Gennaro", conseguendo l'attestato di cucina nel 1988. Nel 1991 ha inaugurato il suo primo ristorante "Torre del Saracino" a Vico Equense. 
Nel 1995 perfeziona le sue conoscenze seguendo uno stage culinario nelle cucine di Gianfranco Vissani a Baschi (Terni), nel 2001 ha l'occasione di arricchire le proprie competenze grazie a delle esperienze lavorative a fianco di Alain Ducasse presso i ristoranti "Louis XV" di Montecarlo e poi al "Plaza Athénée" di Parigi.
Nel 2001 ha ottenuto la sua prima stella Michelin, mentre la seconda gli è stata assegnata nel 2008.

## Vita privata
È sposato e ha due figli.

## Premi e riconoscimenti

### Torre del Saracino
- 3 forchette Gambero Rosso (2003)
- 2 stelle Guida Michelin   (2008)

## Programmi televisivi
- Junior MasterChef Italia[6] (Sky Uno, 2016) – Giudice
- Cuochi d'Italia (TV8, 2017-2020) – Giudice
- Cuochi d'Italia: Speciale Natale 2020 (TV8, 2021) – Giudice
- Piatto Ricco (TV8, 2021) – Giudice
- Soliti ignoti (Rai 1, 2022) – Concorrente